# Rio Dobârcina
O Rio Dobârcina é um rio da Romênia, afluente do Bâlta, localizado no distrito de Gorj.